# Zentraler Sanitätsdienst der Bundeswehr
Der Zentrale Sanitätsdienst der Bundeswehr (ZSanDstBw) war einer der militärischen Organisationsbereiche der Bundeswehr. Der Zentrale Sanitätsdienst der Bundeswehr leistete für alle Teilbereiche der Bundeswehr, darunter Heer, Luftwaffe, Marine und der damaligen Streitkräftebasis, den Großteil der sanitätsdienstlichen Betreuung. Das Kommando Sanitätsdienst der Bundeswehr (Kdo SanDstBw) war dabei die dem Bundesministerium der Verteidigung unmittelbar nachgeordnete höhere Kommandobehörde. Das Sanitätspersonal der Bundeswehr wird als SanPers abgekürzt.
Die unter Führung der Teilstreitkräfte stehenden sanitätsdienstlichen Kräfte wie der Bordsanitätsdienst und das Schifffahrtmedizinische Institut der Marine, das Zentrum für Luft- und Raumfahrtmedizin der Luftwaffe und der Sanitätsdienst des Heeres bildeten fachlich mit dem Zentralen Sanitätsdienst der Bundeswehr den Sanitätsdienst der Bundeswehr.
Am 4. April 2024 gab das Bundesministerium der Verteidigung bekannt, dass der Zentrale Sanitätsdienst der Bundeswehr im neuen Unterstützungsbereich unter Führung des Unterstützungskommandos der Bundeswehr aufgehen und seinen Status als eigener militärischer Organisationsbereich verlieren sollte.
Am 31. März 2025 wurde das Kommando Sanitätsdienst der Bundeswehr (Kdo SanDstBw) außer Dienst und der damit verbundene Organisationsbereich aufgelöst und am 1. April 2025 in das neue Kommando Gesundheitsversorgung der Bundeswehr (KdoGesVersBw) überführt.

## Auftrag
Auftrag des Zentralen Sanitätsdienstes war es, die Gesundheit der Soldaten zu schützen, zu erhalten und wiederherzustellen.
Dieser Anspruch galt für das gesamte Spektrum medizinischer Versorgungsleistungen. Der Zentrale Sanitätsdienst stellte mit seinen Kräften und Mitteln auch die medizinische Versorgung und Begutachtung der Soldaten im In- und Ausland sicher. Insbesondere bei Auslandseinsätzen drohen gesundheitliche Gefahren, denen Soldaten im Inland nicht ausgesetzt sind. Dabei gilt die Maxime, den Soldaten im Falle einer Erkrankung, eines Unfalls oder einer Verwundung im Auslandseinsatz eine medizinische Versorgung zuteilwerden zu lassen, die im Ergebnis dem fachlichen Standard in Deutschland entspricht.

## Aufgaben

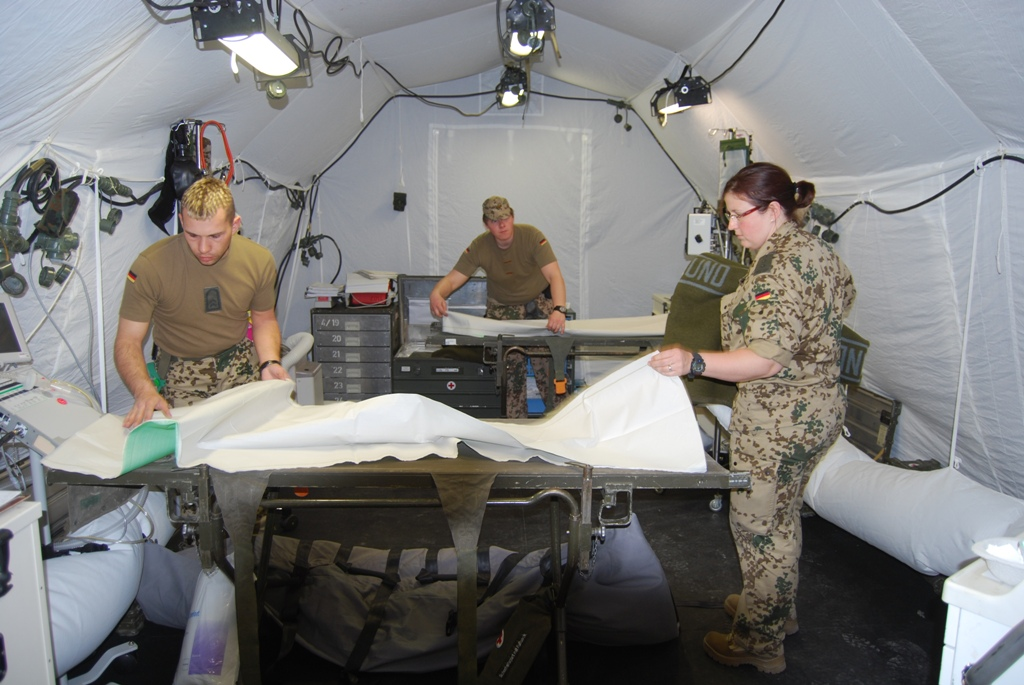
Übungsaufbau eines Feldlazaretts

- Medizinische Versorgung der Soldaten im Frieden und im Einsatz. Im Einsatz: Gewährleisten einer sanitätsdienstlichen Versorgung, die überall und jederzeit deutscher Ergebnisqualität entspricht
- Rückführung verletzter oder erkrankter Soldaten aus dem Einsatz oder bei Übungen (STRATAIRMEDEVAC)
- medizinische Aus- und Fortbildung des gesamten Sanitätspersonals
- Hilfeleistung für zivile Einsatzdienste, z. B. bei Katastrophen oder speziellen Einsatzfällen
- Mitwirkung im öffentlichen Rettungsdienst (z. B. durch die Stellung von Notärzten, Rettungsassistenten und/oder Notfallsanitäter für die Rettungshubschrauber der Bundeswehr bzw. ziviler Betreiber)
- humanitäre Auslandshilfe im Auftrag der Bundesregierung
- Herstellung, Lagerung und Verteilung von Medikamenten und medizinischem Hilfsmaterial
- Forschung im Bereich der Wehrmedizin
- Laboruntersuchungen zur Erfüllung der öffentlich-rechtlichen Aufgaben
- Mitarbeit bei der Tauglichkeitsprüfung (Musterung, spezielle Eignungsprüfungen) und betriebsärztlichen Betreuung

## Führung und Gliederung

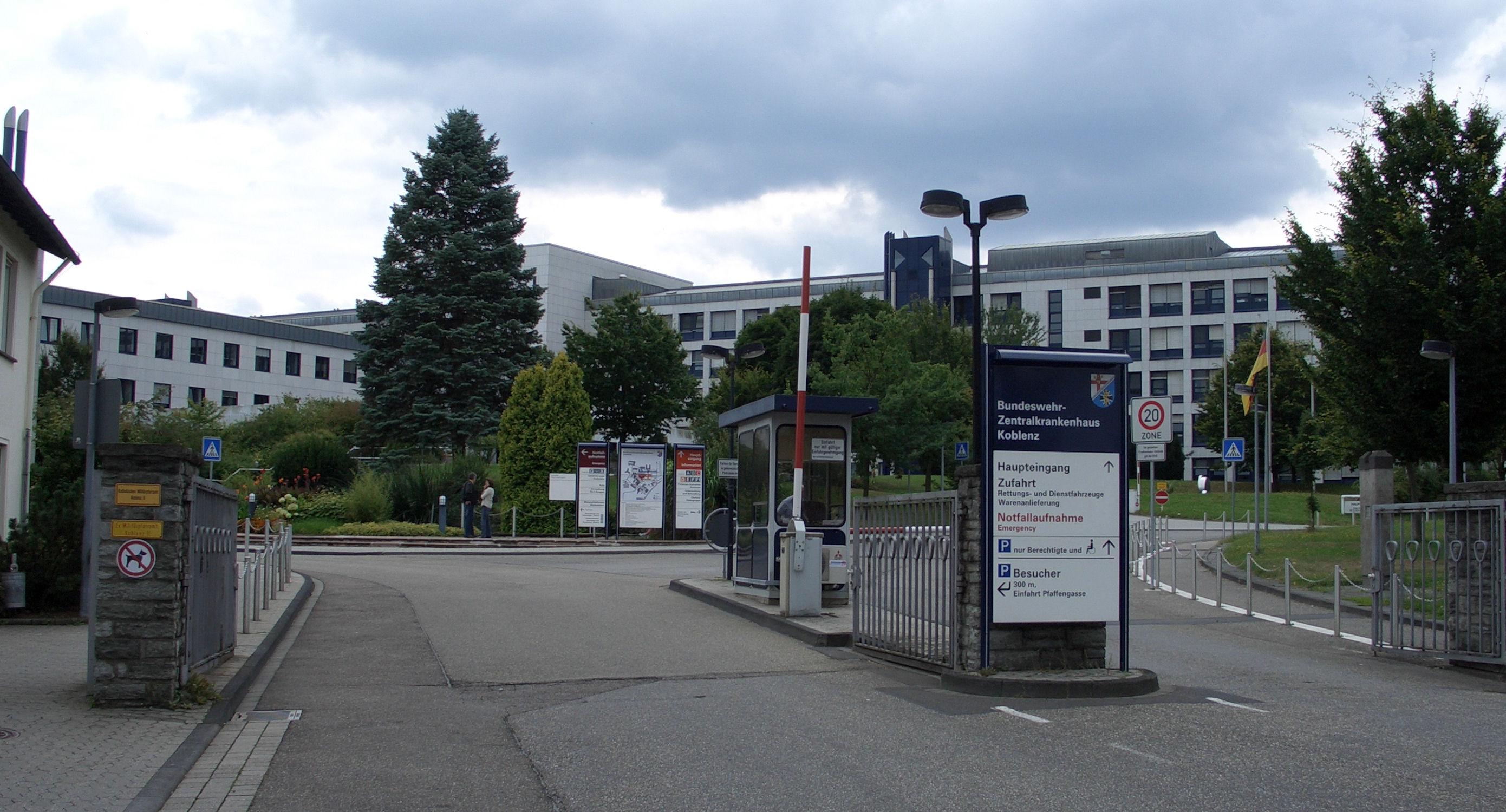
Bundeswehrzentralkrankenhaus Koblenz

Der Befehlshaber des Zentralen Sanitätsdienstes der Bundeswehr (vor 2024 Inspekteur des Zentralen Sanitätsdienstes) im Rang eines Generaloberstabsarztes oder Admiraloberstabsarztes führte das Kommando Sanitätsdienst der Bundeswehr als oberste Kommandobehörde des Zentralen Sanitätsdienstes der Bundeswehr und stellte über dieses Kommando die materielle und personelle Einsatzbereitschaft des Organisationsbereiches sicher. Der Befehlshaber des Sanitätsdienstes unterstand dem Generalinspekteur der Bundeswehr. Alle anderen Dienststellen des Organisationsbereiches waren dem Kommando Sanitätsdienst mittelbar oder unmittelbar unterstellt. Unmittelbar unterstanden die Bundeswehrkrankenhäuser, das Kommando Sanitätsdienstliche Einsatzunterstützung, das Kommando Regionale Sanitätsdienstliche Unterstützung, die Sanitätsakademie der Bundeswehr und einige weitere sanitätsdienstliche Einrichtungen.

## Ausbildung
Jeder Soldat wird in Erster Hilfe nach der Zentralen Richtlinie (ZRL) A2-873/0-0-1 Sanitätsausbildung Einsatzersthelfer A/B und Ergänzende Sanitätsausbildung ausgebildet. Diese regelt Ausbildungsinhalte und organisatorische Vorgaben für die Sanitätsausbildung der Einsatzersthelfer A und B. Der Kommandeur/die Kommandeurin Sanitätsakademie der Bundeswehr gibt dazu die Anordnung Ausbildungsmaßnahme Einsatzersthelfer A (EH-A) heraus.

## Uniform und Dienstgrade
Soldaten des Zentralen Sanitätsdienstes der Bundeswehr (ZSanDstBw) trugen Heeres-, Luftwaffen- oder Marineuniform. Die Dienstgradbezeichnungen im Zentralen Sanitätsdienstes der Bundeswehr entsprachen den Dienstgraden in den anderen Bereichen der Bundeswehr. Sanitätsoffiziere, die besonders häufig im Zentralen Sanitätsdienst dienen, führten je nach Approbation (Humanmedizin, Zahnmedizin, Tiermedizin und Pharmazie) und Uniformträgerbereich (Luftwaffen- und Heeresuniformträger oder Marineuniformträger) Dienstgrade, die von den Dienstgraden der Offiziere in anderen Laufbahnen abwichen. Anhand ihrer laufbahn- und approbationsspezifischen Dienstgradabzeichen, die sich leicht von denen der übrigen Offiziere unterschieden, war ihre Dienstgradbezeichnung abzulesen. Soldaten im niedrigsten Dienstgrad führten die Dienstgradbezeichnung Sanitätssoldat.
Bis 2012 trugen die Angehörigen des Zentralen Sanitätsdienstes der Bundeswehr zudem am Diensthemd einen runden Anstecker mit Äskulapstab auf Eisernem Kreuz, der auf der rechten Seite des Hemdkragens angebracht wurde. Für Uniformträger des Heeres und der Luftwaffe war er silber-, für die der Marine und für Generale war er goldfarben. Zum 1. Oktober 2012 wurde er nach Entscheidung des Inspekteurs des Sanitätsdienstes abgelegt.

## Geschichte

### Aufbau des Sanitätsdienstes
Am 11. April 1956 wurde in der 89. Sitzung im Ausschuss für Verteidigung des Deutschen Bundestages die Laufbahn der Sanitätsoffiziere in der Bundeswehr (Offizierstatus für Ärzte) festgelegt und es folgte eine Entscheidung für ein in den Streitkräften integriertes Sanitätswesen.
1956 erfolgte die Gründung der Sanitätstruppenschule des Heeres in Degerndorf am Inn. Am 1. Oktober 1956 wurde das Wehrmedizinalamt in Beuel (heute Stadtteil von Bonn) mit zunächst drei Abteilungen aufgestellt. Davon befanden sich jeweils eine Abteilung in Beuel, Koblenz und Remagen. Zugleich wurde das Sanitätsbataillon 3 in Bad Eilsen (zur 3. Panzerdivision und das Sanitätsbataillon 5 in Degerndorf am Inn zur 5. Panzerdivision) aufgestellt. Das Sanitätsbataillon 3 wird 1957 in Sanitätsbataillon 1 umbenannt und der 1. Panzerdivision zugeordnet.
1957 entstanden die ersten „Bundeswehrlazarette“ zur medizinischen Versorgung der Soldaten der damals noch jungen Bundeswehr in Detmold, Gießen, Glückstadt, Hamm, Kempten (Allgäu) und Koblenz. Die Lazarette behandelten grundsätzlich nur Soldaten, nur in Notfällen oder auf Weisung des Bundesministers der Verteidigung konnten auch zivile Patienten versorgt werden. Die Lazarette wurden anhand der Bettenzahl grob in drei Kategorien (200-/400-/600-Betten-Häuser) unterteilt. In Wittlich wurde das Sanitätshauptdepot errichtet. Außerdem gab es drei fliegerärztliche Untersuchungsstellen u. a. in Hannover und Hamburg.
Im Mai 1957 verlegte die Sanitätstruppenschule des Heeres von Degerndorf am Inn in die Luitpoldkaserne nach München und wurde dabei in „Sanitätsschule der Bundeswehr“ umbenannt. Am 10. Juli 1957 erfolgte die Festlegung des Offiziersstatus für Apotheker, Lebensmittelchemiker, Tierärzte und Zahnärzte. 1957 wurde aus der Abteilung II des Wehrmedizinalamts auch das Institut für Wehrmedizinalstatistik und Berichtswesen (WehrMedStatInstBw) gegründet und war dem Wehrmedizinalamt unterstellt.
Mitte 1957 ging aus der Unterabteilung IV der Abteilung Streitkräfte beim Bundesministerium der Verteidigung die Inspektion des Sanitäts- und Gesundheitswesens (InSan) hervor. Am 24. August 1957 mit Wirkung vom 2. September 1957 wurde Generalarzt Theodor Joedicke als erster Inspekteur des Sanitäts- und Gesundheitswesens (InspSan) der Bundeswehr ernannt. Ab 1958 war der Inspekteur des Fachdienstes oberster Fachvorgesetzter im Sanitätswesen mit Inspektionsrecht für die direkt unterstellten Zentralen Sanitätsdienststellen der Bundeswehr.
1958 wurde das Bundeswehrlazarett in Amberg und Hamburg-Wandsbek eröffnet. 1959 erfolgte die Aufstellung des Bundeswehrlazaretts in Bad Zwischenahn. Zu den weiteren Einrichtungen die ab 1959 aufgestellt wurden gehörten: das Flugmedizinische Institut der Luftwaffe (FlMedInstLw) in Fürstenfeldbruck, das Uboot- und Taucherphysiologische Institut der Marine (UTPIM) in Kronshagen, sechs Chemische Untersuchungsstellen (davon eine in München), drei Hygienisch-medizinische Untersuchungsstellen, eine Veterinärmedizinische Untersuchungsstelle in München, sieben Sanitätsdepots, 291 Sanitätsbereiche, 44 Zahnstationen und sechs Röntgenbildschirmtrupps.

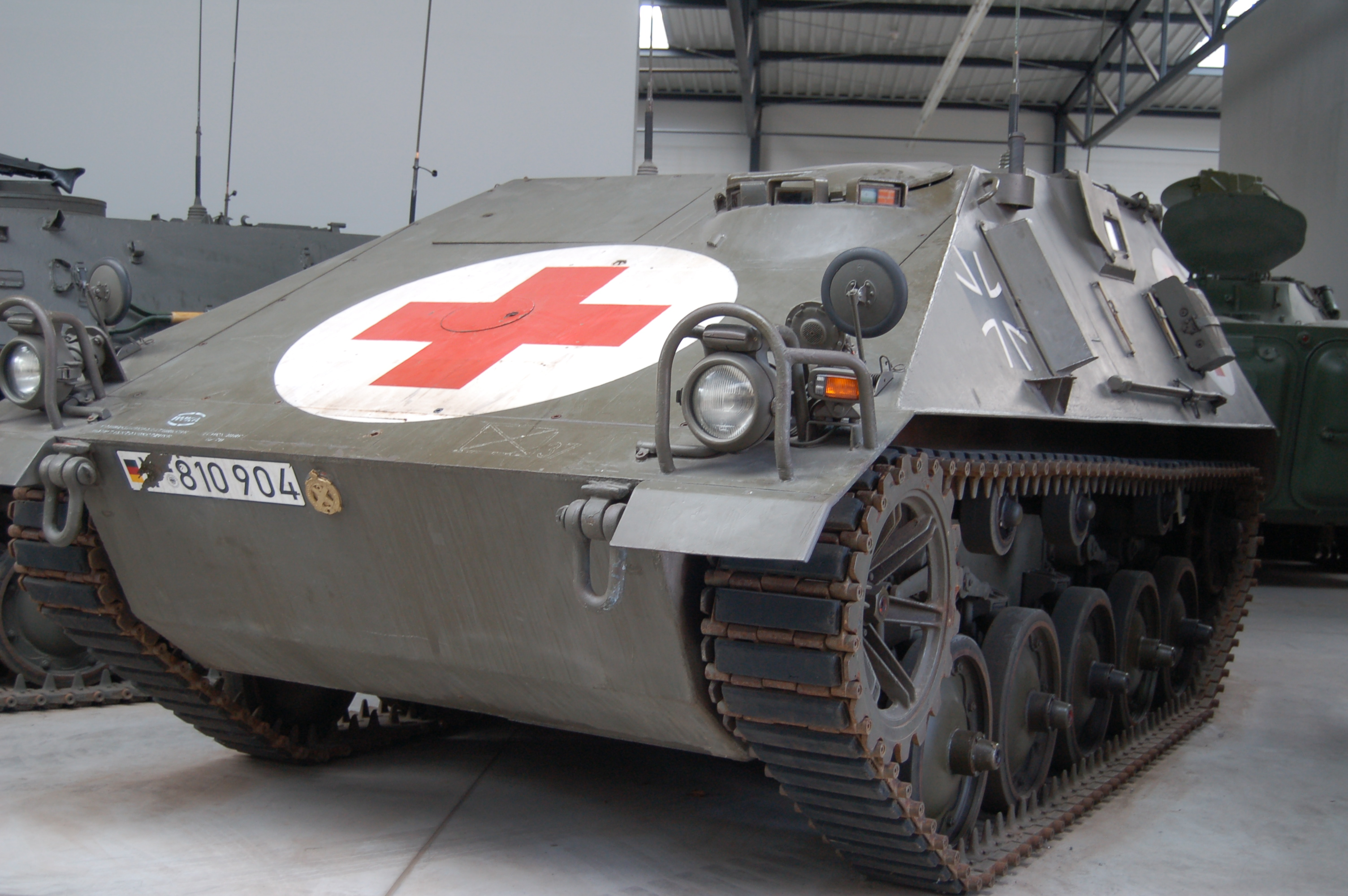
Schützenpanzer (kurz) / Krankenkraftwagen gepanzert (KrKwGep)

Nach dem Erdbeben von Agadir 1960 verlegt das Sanitätsbataillon 5, zwischenzeitlich nach Koblenz verlegt, mit rund 100 Soldaten im März 1960 nach Agadir, Marokko und leistete zusammen mit weiteren Bundeswehrkräften Hilfe vor Ort. Es ist der erste Auslandseinsatz der Bundeswehr.
In Kronshagen öffnete 1961 und in Wildbad im Schwarzwald 1962 ein weiteres Bundeswehrlazarett.

### Konsolidierungen
Im August 1963 bildete sich ein Wissenschaftlicher Beirat für das Sanitäts- und Gesundheitswesens beim Bundesministerium für Verteidigung. Am 29. Oktober 1963 wurde die Sanitätsschule der Bundeswehr in Akademie des Sanitäts- und Gesundheitswesens der Bundeswehr (SanAkBw) umbenannt.
Am 1. Februar 1965 folgte die Umbenennung des Wehrmedizinalamtes in Sanitätsamt der Bundeswehr (SanABw). Als Kommandobehörde war es für Grundsatzangelegenheiten des Sanitäts- und Gesundheitswesens in den Streitkräften zuständig und wurde dem Inspekteur des Sanitäts- und Gesundheitswesens unmittelbar unterstellt. Die Abteilung III wurde in das Institut für Wehrmedizin und Hygiene überführt. Aus der Chemischen Untersuchungsstelle im früheren Wehrbereich VI entstand das Institut für Wehrpharmazie und Lebensmittelchemie.
Zum 1. April 1965 wurde die Chemischen Untersuchungsstellen in das Institut für Wehrpharmazie und Lebensmittelchemie mit den Abteilungen Pharmazie, Lebensmittelchemie und Toxikologie umgegliedert. Zudem erfolgte die Gründung des Instituts für Pharmakologie und Toxikologie der Bundeswehr (InstPharmToxBw) in Garching bei München.
Das Institut für Wehrmedizinalstatistik und Berichtswesen wurde ab Februar 1965 ein eigenständiges Institut geführt.
Ab Juli 1965 wurde die 2. Kompanie des gemischten Sanitätslehrbataillons 865 mit der Versorgung der Allied Command Europe Mobile Forces (AMF) betraut.
Die Laufbahnen der Sanitätsoffiziere und Sanitätsoffizier-Anwärter wurden 1965 erweitert.
1966 wird die Laborgruppe Mikrobiologie an der Sanitätstruppenschule der Bundeswehr gegründet.
Im Januar 1968 folgte die Unterstellung der Bundeswehrlazarette sowie der Medizinischen, Chemischen und Veterinär-Untersuchungsstellen zum Sanitätsamt der Bundeswehr (SanABw).

Verbandsabzeichen der Zentralen Sanitätsdienststellen der Bundeswehr

Im März 1970 wurde der militärische Organisationsbereich Zentrale Sanitätsdienststellen der Bundeswehr (ZSanDBw) aus den teilstreitkraftübergreifenden Sanitätseinrichtungen der Bundeswehr geschaffen: aus dem Sanitätsamt der Bundeswehr (SanABw) und der Akademie des Sanitäts- und Gesundheitswesens der Bundeswehr (SanAkBw) sowie der Zusammenfassung der Institute und Sanitätsdienstlichen Untersuchungsstellen zum Zentralen Institut des Sanitätsdienstes der Bundeswehr (ZInstSanBw).
Die Bundeswehrlazarette wurden in Bundeswehrkrankenhäuser (BwKrhs) umbenannt und öffneten sich 1970 zudem auch für zivile Patienten und standen ohne Einschränkung zur Verfügung. Dies diente der so möglichen In-Übunghaltung der Ärzte bei der Behandlung von Krankheiten und Verletzungen, die unter Bundeswehrsoldaten nur selten vorkommen.
Am 1. Oktober 1970 erfolgte die Umbenennung des Zentrallazaretts der Bundeswehr in Bundeswehrzentralkrankenhaus Koblenz.

### Ausbau des Sanitätsdienstes
Am 19. Februar 1975 stimmte das Bundeskabinett der Regierung Helmut Schmidt dem Vorschlag des damaligen Verteidigungsministers Georg Leber zu, approbierte Ärztinnen, Zahnärztinnen, Tierärztinnen und Apothekerinnen als Sanitätsoffiziere in der Bundeswehr einzustellen. Nach Änderung des Soldatengesetzes und der Wehrdisziplinarordnung traten am 1. Oktober 1975 die ersten fünf weiblichen Sanitätsoffiziere ihren Dienst an.
1975 begann zudem der Truppenversuch „Sanitätsmodell“ einen gemeinsamen Sanitätsdienst in der Bundeswehr und für eine raumdeckende sanitätsdienstliche Versorgung.
Ab 1976 nutzte die Bundeswehr auch das einzige atomwaffensichere Sanitätsdepot im Isteiner Klotz bei Efringen-Kirchen, das 1994 in Sanitätshauptdepot umbenannt und mit Ablauf des Jahres 2005 geschlossen wurde.
Im Dezember 1976 leistete die 2. Kompanie des Sanitätslehrbataillons 865 bei Muradiye in der Türkei Hilfe nach einem schweren Erdbeben bei Çaldıran. Nach zwei Tagen wurde die Kompanie zur Versorgung Verletzter an ein Krankenhaus in der Nähe des Flughafens Ferit Melen angegliedert.
Im Oktober 1977 wurde im Bundeswehrkrankenhaus Gießen die erste staatlich anerkannte Krankenpflegeschule der Bundeswehr eröffnet.

### Neuordnung des Sanitätsdienstes
Ab April 1979 erfolgte eine ortsansässige Struktur und Aufstellung von 100 Sanitätszentren im Heer, 35 Sanitätszentren bei der Luftwaffe und Marine und 64 Facharztgruppen in 29 Bundeswehrstandorten.
Nach dem Erdbeben von Irpinia 1980 verlegte des Sanitätslehrbataillon 865 in die Krisenregion.
Ab Oktober 1983 wurden auch Sanitätsoffiziere am Generalstablehrgang bzw. Admiralstabslehrgang zugelassen.
Alle bisherigen Sanitätsmaterialversorgungseinrichtungen erhielten ab Dezember 1983 den Status von Bundeswehrapotheken.
Im Juli 1984 erfolgte die Umgliederung der Akademie des Sanitäts- und Gesundheitswesens der Bundeswehr und der Einrichtung von drei Instituten in München: Instituts für Mikrobiologie der Bundeswehr (InstMikroBioBw), Institut für Radiobiologie der Bundeswehr (InstRadBioBw) und Institut für Pharmakologie und Toxikologie der Bundeswehr (InstPharmToxBw).
Ab 1985 erfolgte die Zulassung aller Berufssanitätsoffiziere am Grundlehrgang der Fortbildungsstufe C.
Im Juni 1989 erfolgte die Einstellung der ersten weiblichen Sanitätsoffizier-Anwärter mit der Möglichkeit auch an zivilen Universitäten Humanmedizin, Zahnmedizin, Tiermedizin oder Pharmazie zu studieren und während des Studiums bereits besoldet zu werden. Die Obergrenze von jährlich rund 50 Einstellungen wurde 1992 aufgehoben.
Nach dem Manjil-Rudbar-Beben mit einer Stärke von 7,7 in den betroffenen iranischen Provinzen Gilan und Zandschan erfolgte am 24. Juni 1990 die Verlegung der 2. Kompanie des Sanitätslehrbataillons 851 (AMF) mit 61 Soldaten von München nach Teheran, Iran. Ein Feldlazarett wird am 25. Juni 1990 von der Bundesluftwaffe mit acht C-160 Transall-Transportmaschinen nach Teheran geflogen. Eine Landung auf dem Flughafen Rascht (RAS) war nicht möglich. Der Weitertransport in das ca. 300 km entfernte Erdbebengebiet erfolgte mit iranischen Lkw auf dem Landwege. Innerhalb von zwei Wochen wurden im Feldlazarett nahe ca. 3.700 Patienten behandelt. Das Feldlazarett wurde nach drei Wochen und insgesamt 3960 Behandlungen und zehn Operationen den iranischen Gesundheitsbehörden überlassen.

### Nach der Deutschen Wiedervereinigung
Mit der Wiedervereinigung Deutschlands wurden am 3. Oktober 1990 auch die Soldaten des Sanitätsdienstes der Nationalen Volksarmee (NVA) in die Bundeswehr übernommen, darunter 394 Sanitätsoffiziere. Die Militärmedizinische Akademie Bad Saarow der NVA wurde 1990 in ein Bundeswehrkrankenhaus und 1991 in das zivile Klinikum Bad Saarow umgewandelt.
Im Januar 1991 erfolgte die Öffnung der Laufbahngruppen für Mannschaften und Unteroffiziere im Sanitäts- und Militärmusikdienst für Frauen. Die Bundeswehrkrankenhäuser in Berlin und Leipzig wurden im April 1991 dem Sanitätsamt (SanABw) unterstellt. Das Bundeswehrkrankenhaus Berlin war bis 1990 das Lazarett Berlin-Mitte der Nationalen Volksarmee.
Von November 1991 bis März 1992 hatte eine Gruppe von Sanitätsoffizieren und Sanitätsunteroffizieren zunächst an der Vorausmission United Nations Advance Mission in Cambodia (UNAMIC) in Kambodscha teilgenommen, um das UN-Personal medizinisch zu betreuen und die sanitätsdienstliche Versorgung der nachfolgenden UNTAC-Mission vorzubereiten.
Am 8. April 1992 beschloss die deutsche Bundesregierung aufgrund einer Bitte des Generalsekretärs der Vereinten Nationen Boutros Boutros-Ghali, eine Beteiligung an der Folgemission United Nations Transitional Authority in Cambodia (UNTAC). Die Aufbauten zu einem Feldlazarett begannen am 22. Mai 1992. Hierfür mussten mehr als 350 Tonnen Material von Deutschland nach Kambodscha transportiert werden, bis das mit dem Betrieb des UNTAC Field Hospital (GE) mit rund 60 Betten am 8. Juni 1992 in Phnom Penh der klinischen Betrieb mit 130 Soldaten unter der Leitung eines Sanitätsstabsoffizieres aufgenommen werden konnte. Das Deutsche Feldhospital verfügte über zwei Bettenstationen, eine Isolierstation sowie eine Intensivstation und sieben fachärztliche Abteilungen. Weiterhin betrieb das deutsche Kontingent ein Medical Center in Phnom Penh zur Versorgung des in der Hauptstadt eingesetzten UN-Personals. Die Versorgung der kambodschanischen Bevölkerung – zunächst nur als Ausnahme vorgesehen – wurde zum Schwerpunkt des humanitären Einsatzes der Bundeswehr in Kambodscha. Bereits nach kurzer Zeit wurde das Hospital von der einheimischen Bevölkerung „Haus der Engel“ genannt. Am 31. Oktober 1993 wurde das Feldhospital geschlossen. Im stationären Bereich wurden in 17 Monaten 3.489 Patienten und im Ambulanzbereich 95.409 Patienten behandelt. Am 14. Oktober 1993 kurz vor Missionsende wurde der Feldwebel Alexander Arndt ermordet.
Im April 1993 erließ der Inspekteur des Sanitätsdienstes, Gunter Desch, eine „Fachliche Leitlinie zur sanitätsdienstlichen Versorgung von Verbänden der Bundeswehr außerhalb der Bundesrepublik Deutschland“, die vorsah, dem fachlichen Standard in Deutschland auch im Auslandseinsatz zu entsprechen.
Im Mai 1993 wurde eine Sanitätskompanie mit bis zu 120 Soldaten zum ersten Kontingent des Deutschen Unterstützungsverbandes Somalia (DtUstgVbd Somalia) im Rahmen der United Nations Operation in Somalia II (UNOSOM II) nach Beledweyne verlegt. In einem Feldlazarett wurden auch zur humanitären Hilfe über 17.000 einheimische Patienten medizinisch behandelt.
1993 wurden das Bundeswehrkrankenhaus Detmold und das in Osnabrück geschlossen. 1994 folgte die Auflösung der Bundeswehrkrankenhäuser in München und Wildbad. Damit erfolgte eine Reduzierung auf zehn Bundeswehrkrankenhäuser. Gleichzeitig wurde beschlossen, rund 13 Facharztzentren als Außenstellen der verbliebenen Bundeswehrkrankenhäuser zu schaffen. Im Dezember 1995 eröffnete das Herzchirurgische Zentrum im Bundeswehrzentralkrankenhaus Koblenz.

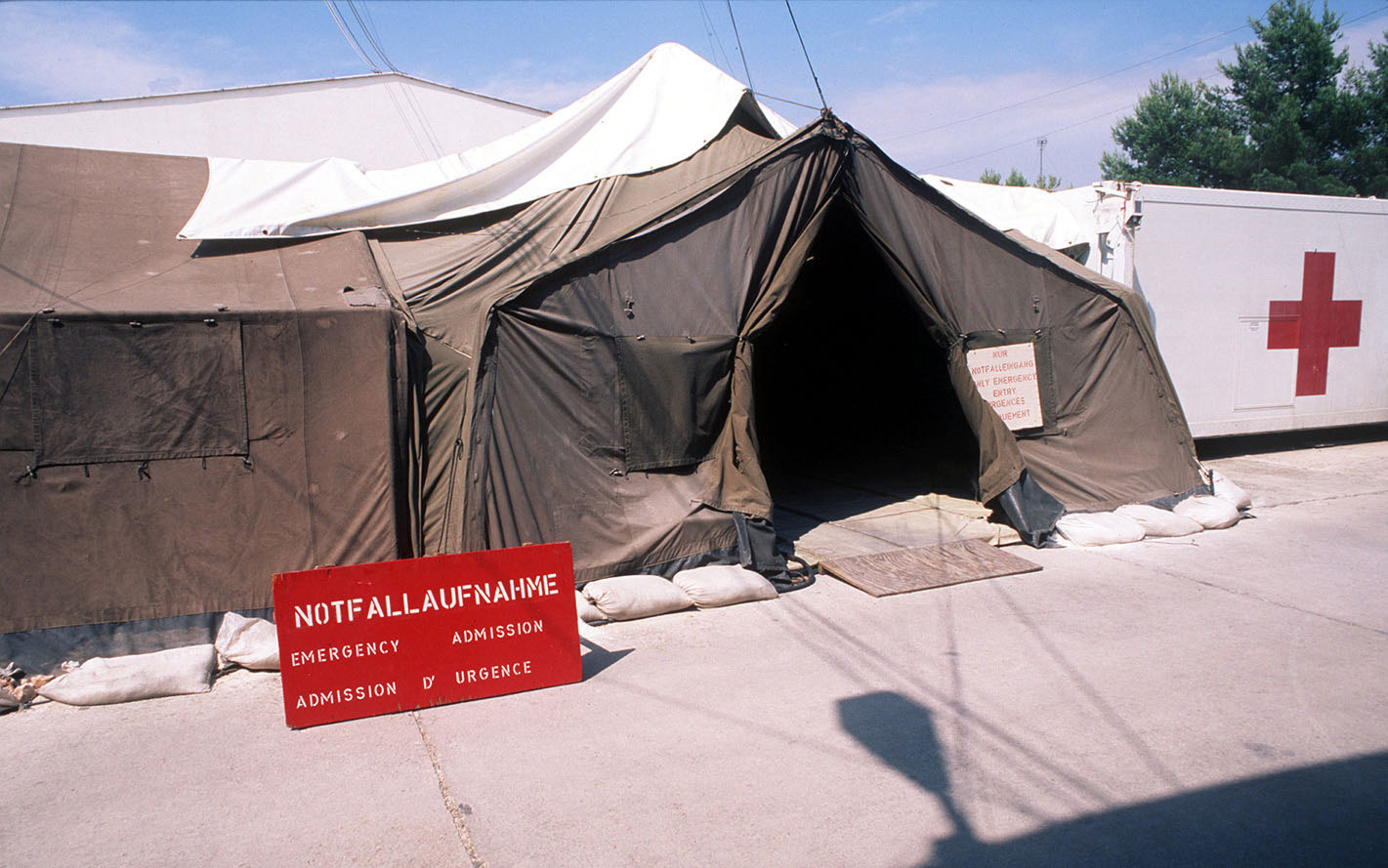
Notfallaufnahme im deutschen Feldlazarett Trogir in Kroatien 1995

Während des Einsatzes im Rahmen der UN geführten United Nations Protection Force (UNPROFOR) wurde 1995 in Trogir in Kroatien ein deutsch-französisches Feldlazarett (DEU/FRA FLaz) mit 50 Betten als deutscher Anteil und weiteren 50 Betten des französischen Anteils, dem Antienne Transit Sanitaire, aufgestellt. Ab 1996 übernahm dieses DEU/FRA FLaz auch die sanitätsdienstliche Versorgung der Behandlungsebene (Role 3) für die von der NATO geführten Implementation Force (IFOR) und des deutschen Kontingents GECONIFOR (L) (GErman CONtingent Implementation FORce (Land)) und leistete rund 10.925 ambulante und 2.046 stationäre Behandlungen von Patienten aus 58 Nationen.
1996 waren insgesamt 2.849 Frauen im Sanitätsdienst tätig.
1997 wurde das Bundeswehrkrankenhaus Gießen geschlossen. Im gleichen Jahr erfolgte die Aufstellung der Sanitätsakademie der Bundeswehr (SanAkBw) in München, die aus der Akademie des Sanitäts- und Gesundheitswesens der Bundeswehr hervorging. Die Überwachungsinstitute wurden aufgelöst und es folgte die Gründung von vier Instituten des Zentralen Institut des Sanitätsdienstes der Bundeswehr (ZInstSanBw).

### Bundeswehrreform und Neustrukturierung

Wappen des Führungsstabes des Sanitätsdienstes (2002–2012)

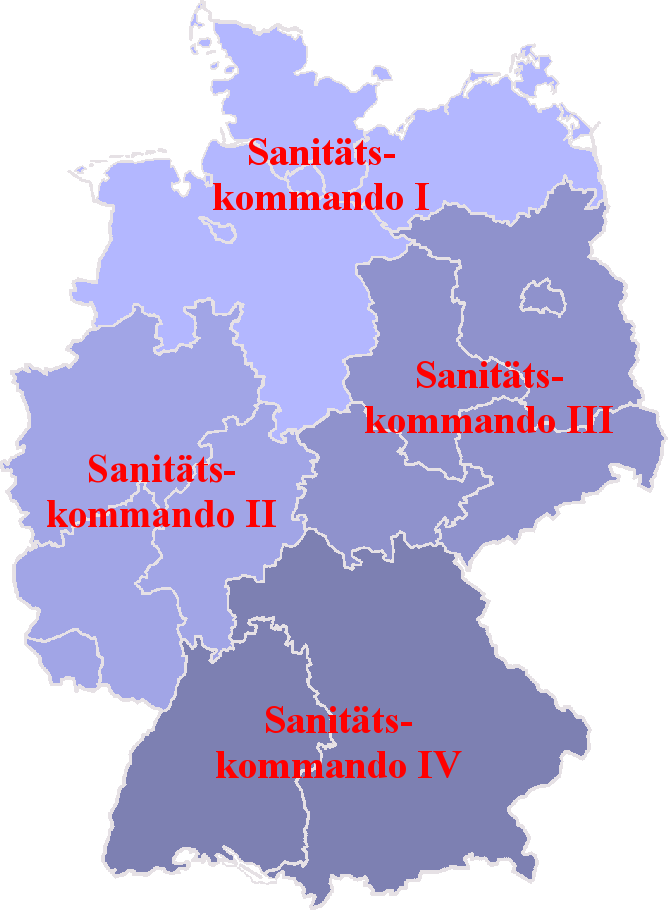
Territoriale Gliederung der Sanitätskommandos

Am 1. Oktober 2000 erfolgte im Rahmen der Bundeswehrreform die Aufstellung des Zentralen Sanitätsdienstes der Bundeswehr (ZSanDstBw) mit etwa 3.400 Soldaten. Er entstand aus den damaligen Zentralen Sanitätsdienststellen und durch eine weitgehende Zentralisierung sanitätsdienstlicher Kräfte und Mittel der Teilstreitkräfte. Ausgenommen waren hiervon lediglich kleine Bereiche wie etwa der Bordsanitätsdienst der Marine, der fliegerärztliche Dienst, sowie der Sanitätsdienst des Heeres und die sanitätsdienstlichen Institute von Luftwaffe und Marine, die organisatorisch weiter Teil der jeweiligen Teilstreitkraft sind.
Der Zentrale Sanitätsdienst der Bundeswehr stellt keine eigene Teilstreitkraft dar, sondern nimmt als militärischer Organisationsbereich (milOrgBer) querschnittliche Aufgaben für Heer, Luftwaffe, Marine und Streitkräftebasis wahr.
In der neuen Führungsstruktur ist der Inspekteur des Sanitätsdienstes der Bundeswehr der oberste Verantwortliche und führt den am 6. Mai 2002 gegründeten Führungsstab des Sanitätsdienstes (Fü San) im Bundesministerium der Verteidigung und ist Leiter des Fachdienstes Sanitätsdienst. Diesem untersteht das Sanitätsamt der Bundeswehr (SanABw) und das am 3. Juli 2001 aufgestellte Sanitätsführungskommando (SanFüKdo).
Das Sanitätsführungskommando (SanFüKdo) in Koblenz führte als eine der beiden höheren Kommandobehörden des Zentralen Sanitätsdienstes der Bundeswehr (ZSanDstBw) die vier Sanitätskommandos sowie das Kommando Schnelle Einsatzkräfte Sanitätsdienst (Kdo SES) mit den Standorten Leer und Schwanewede. Jedem Sanitätskommando unterstanden ein bis zwei Bundeswehrkrankenhäuser, jeweils ein Sanitäts- und ein Lazarettregiment und alle Einrichtungen für die ambulante allgemeinmedizinische und die fachärztliche sowie die zahnärztliche Versorgung.
Die Entscheidung des Inspekteurs des Sanitätsdienstes der Bundeswehr, Admiraloberstabsarzt Karsten Ocker, vom 12. Januar 2006, die sanitätsdienstliche Versorgung der Eingreifkräfte an die neuen Einsatzerfordernisse anzupassen und damit den sicherheitspolitischen Veränderungen der letzten Jahre, hier insbesondere in den Bereichen der NATO (NRF), der Europäischen Union (EU BG) und den Vereinten Nationen (UN), gerecht zu werden, hat eine Anpassung der Strukturen notwendig gemacht.
Vor diesem Hintergrund wurden das Kdo SES (alt) sowie das Sanitätsregiment 12 im Jahr 2007 aufgelöst. Am 1. Juli 2007 wurde daraus nach funktionalen Kriterien ein gemeinsamer Verband an den Standorten Leer und Schwanewede neu aufgestellt. Dieser trägt ebenfalls die bereits im Jahr 2003 gewählte Bezeichnung: Kommando Schnelle Einsatzkräfte Sanitätsdienst „Ostfriesland“ (Kdo SES). Der Standort Schwanewede wurde bis Ende 2015 aufgelöst.
Am 12. Oktober 2006 wurde das Zentrum für Einsatzausbildung und Übungen des Sanitätsdienstes der Bundeswehr (ZEinsAusbÜbSanDst) in Feldkirchen-Mitterharthausen aufgestellt und der Sanitätsakademie unterstellt, um der zunehmenden Auslandseinsatz-Verwendung der Soldaten der Bundeswehr und der hiermit verbundenen Fürsorgepflicht der Bundeswehr gerecht werden zu können.

### Neuausrichtung der Bundeswehr
Am 20. September 2011 gab der damalige Bundesverteidigungsminister Thomas de Maizière bekannt, dass im Rahmen der Neuausrichtung der Bundeswehr geplant ist, die Anzahl der aktiven Soldaten im zentralen Sanitätsdienst auf maximal 15.120 zu reduzieren. Davon sollen 14.120 Berufssoldaten/Zeitsoldaten und zwischen 500 und 1.000 Freiwillig Wehrdienstleistende (FWD) sein. Im Zuge der Neuausrichtung wurde die Gliederung des Organisationsbereiches geändert. Analog der Gliederung von Heer, Luftwaffe, Marine und Streitkräftebasis wurde die oberste Führung des Organisationsbereiches im neu aufgestellten Kommando Sanitätsdienst der Bundeswehr gebündelt, dessen Kommando der Inspekteur des Sanitätsdienstes der Bundeswehr übernahm. Die bisher verzweigte Führungsstruktur aus Führungsstab des Sanitätsdienstes und den nachgeordneten Sanitätsführungskommando und Sanitätsamt der Bundeswehr entfiel.
Am 1. Oktober 2012 erfolgte die Aufstellung des Kommando Sanitätsdienst der Bundeswehr (Kdo SanDstBw) in Koblenz. Das Kommando ist eine dem Bundesministerium der Verteidigung unmittelbar nachgeordnete Höhere Kommandobehörde mit truppen-, fachdienstlicher und fachlicher Führungsverantwortung für den Zentralen Sanitätsdienst. Das Kommando ist zugleich Stab des Inspekteurs des Sanitätsdienstes der Bundeswehr. Das Kommando Sanitätsdienst hat dabei Teile der Aufgaben des Führungsstabes des Sanitätsdienstes, des am 31. Dezember 2012 aufgelösten Sanitätsführungskommandos und des zum 31. Dezember 2013 aufzulösende Sanitätsamtes der Bundeswehr übernommen.
Am 1. Januar 2013 wurde das Kommando Sanitätsdienstliche Einsatzunterstützung (Kdo SanEinsUstg) in Weißenfels aufgestellt. Es ist das truppendienstliche Führungskommando für die Verbände der Sanitätstruppe (Sanitätsregimenter und ehemalige Lazarettregimenter) und nimmt die Truppenstelleraufgaben für den Einsatz und einsatzgleiche Verpflichtungen des Zentralen Sanitätsdienstes der Bundeswehr wahr.
Ihm unterstellt ist das Kommando Schnelle Einsatzkräfte Sanitätsdienst (Kdo SES).
Ebenfalls am 1. Januar 2013 erfolgte die Aufstellung des Kommandos Regionale Sanitätsdienstliche Unterstützung (Kdo RegSanUstg) in Diez. Es war übergangsweise das truppen- und fachdienstliches Führungskommando für die Fachsanitätszentren in Augustdorf, Bonn, Erfurt, Fritzlar, Idar-Oberstein, Köln-Wahn und Leipzig, die Sanitätszentren in Aachen, Ahlen, Berlin, Burg, Cochem, Dresden, Frankenberg, Bad Frankenhausen, Germersheim, Havelberg, Höxter, Kerpen, Köln, Lahnstein, Merzig, Münster, Rennerod, Rheine, Bad Salzungen, Schwielowsee, Schönewalde, Strausberg, Stadtallendorf, Weißenfels und Zweibrücken. Ab 2014 unterstehen dem Kommando 13 Sanitätsunterstützungszentren an den Standorten Augustdorf, Berlin, Cochem, Erfurt, Hammelburg, Kiel, Köln, Kümmersbruck, München, Munster, Neubrandenburg, Stetten a.k.M. und Wilhelmshaven mit insgesamt 128 Sanitätsversorgungszentren sowie das Sportmedizinische Institut der Bundeswehr (SportMedInstBw) in Warendorf. Es stellt die ambulante ärztliche und zahnärztliche Versorgung der Soldaten im Inland sowie die Ausbildungs- und Übungsunterstützung der Streitkräfte sicher. Darüber hinaus stellt es Kräfte für die sanitätsdienstliche Einsatzversorgung (Ebene/Role 1) bereit. Das Kommando übernahm dabei einen Teil der Aufgaben des aufgelösten Sanitätsamtes der Bundeswehr sowie der aufgelösten bzw. aufzulösenden Sanitätskommandos.
Als letzter Baustein der Neuausrichtung des Sanitätsdienstes der Bundeswehr ist die Neustrukturierung der Institutslandschaft. Ab 2017 (geplant war 2016, was sich aber als nicht realisierbar herausstellte) gibt es nur noch zwei Zentrale Institute des Sanitätsdienstes der Bundeswehr und zwar in Kiel und München. In Berlin gibt es weiterhin eine Außenstelle des Kieler Institutes und am Standort Koblenz eine Außenstelle vom Münchner Institut. Die Fachinstitute sind die bisherigen Institute für Pharmazie und Toxikologie, Mikrobiologie und Radiobiologie, hinzukommen ist das neu gegründete Institut für Präventivmedizin der Bundeswehr. Dieses ist aus dem Institut für Wehrmedizinalstatistik und Berichtswesen der Bundeswehr, der Laborabteilung IV des Zentralen Institutes der Bundeswehr Koblenz und dem Institut für den Medizinischen Arbeits- und Umweltschutz der Bundeswehr entstanden.